# درو غارسيا
درو غارسيا (بالإنجليزية: Andrew Garcia)‏ هو لاعب كرة قاعدة أمريكي، ولد في 22 أبريل 1986 في إل كاجون في الولايات المتحدة.

## وصلات خارجية
- درو غارسيا على موقعبيزبول رفرنس.كوم (الدوري الثانوي) (الإنجليزية)